# Pr' Hostar 2 ‰
Pr' Hostar 2 ‰ je slovenska nizkoproračunska celovečerna komedija iz leta 2022 in je nadaljevanje uspešne komedije Pr' Hostar iz leta 2016. Režiral jo je Luka Marčetič, scenarij zanjo pa sta enako, kot prvi del, napisala Goran Hrvaćanin in Dejan Krupić. Zgodba temelji na dogodkih po tem, ko se je zaposlenim v hotelu Pr' Hostar uspelo z združenimi močmi uspelo znebiti tako pohlepnega direktorja, kot sumljivega kupca in jima prevzeti vodenje hotela. 

## Zgodba
Glasbenik Mark in njegov spremljevalec Tristan se po daljšem času vrneta v hotel Pr' Hostar in zgroženo opazita, da je hotel kljub dejstvu, da so zaposleni kupcu Antunu izmaknili veliko vsoto denarja, zapuščen in zanemarjen, gostov ni več, v njem pa sta prisotna le še natakar Jerč in receptor Matevž, ki si krajšata čas s popivanjem in bizarnimi igrami. 
Tristan se odloči vrniti življenje hotelu, zato načrtuje, da bo zbral prvotno ekipo, sam pa prevzel vlogo menedžerja. Naloga je težja, kot se zdi, saj ugotovi, da so se zaposleni po prevzemu hotela sprli in večinoma odšli vsak svojo pot. Bobi in Marjan sta postala uspešna tekmovalca v pikadu, Redžo je našel delo v Švici, Tatjana in Marjan se poleg tega trudita za naraščaj. Čeprav sprva vlada nezaupanje do Tristanovega predloga, mu uspe zbrati celotno ekipo.
Kljub trudu pa Tristan ugotovi, da je oživitev hotela zaradi konfliktov med člani ekipe zelo težka, pa tudi njegovi poskusi zaposlenim razložiti osnove bontona in profesionalnega pristopa do gostov naletijo na gluha ušesa. Dobi idejo, da bi lahko medsebojna trenja med zaposlenimi in že znano neotesano vedenje zaposlenih do gostov lahko zapakiral v turistično ponudbo, ki bi pritegnila goste.
Tristan v Hotelu Toplice sreča dva predstavnika kabineta Boruta Pahorja, ki tam organizirata neformalno srečanje Pahorja s srbskim predsednikom Aleksandrom Vučićem. Ko išče način, da bi podkupil receptorja hotela, da bi srečanje preusmeril k njim, po nesreči povzroči požar, ki poškoduje hotel, zaradi česar sta predstavnika kabineta primorana v trenutku najti rezervno lokacijo. Tristan jima ponudi pomoč, zato se odločijo srečanje organizirati v hotelu Pr' Hostar, zaposleni pa se na vso moč trudijo čim prej pripraviti vse potrebno.
Srečanje obeh predsednikov kljub zgražanju nekaterih elitnih gostov nad pomanjkanjem bontona osebja poteka brez težav, dokler se na prizorišču ne pojavi Antun, ki napade enega od predstavnikov Pahorjevega kabineta in grozi, da bo v primeru, da mu ne vrnejo denarja, hotel zažgal. Njegovo namero zadnji hip preprečijo, pri tem pa dve uslužbenki Pahorjevega kabineta posnameta celotno dogajanje in ga objavita na socialnih omrežjih, kar povzroči takojšnje zanimanje potencialnih gostov, ki začnejo pošiljati rezervacije, s čimer hotel spet zaživi.

## Odzivi
Film je bil deležen različnih recenzij.
Žiga Špile je za stran filmologija.si pohvalil raznovrstnost humorja v filmu in ga označil za bolj smešnega in zanimivega od prvega dela ter za perfektno nadaljevanje prvega dela.
Žiga Kastelic je za portal student.si pripomnil, da je film precej manj smešen od prvega dela, da med prizori ni vedno neke prave povezave, pripomba glede zgodbe pa je, da sta glavna junaka Jerč in Matevž presenetljivo potisnjena precej v ozadje dogajanja.
Marcel Štefančič ml. je za Mladino povedal, da gre za ekranizacijo nezadovoljstva z delom in življenjskim standardom, krize z iskanjem delavcev v turizmu in portret dežele, kjer bi vsi radi delali manj in zaslužili več.